# Decreto Orgánico de la Dictadura de Bolívar
El Decreto Orgánico de la Dictadura de Bolívar fue una constitución decretada por el presidente de la Gran Colombia, Simón Bolívar, bajo la cual asumía facultades extraordinarias y declaraba una dictadura en el país hasta 1830, siendo firmado por Bolívar y por sus ministros José Manuel Restrepo, Rafael Urdaneta, Estanislao Vergara y Nicolás Tanco tras el fracaso de la Convención de Ocaña.

## Contexto
La guerra grancolombo-peruana, conocida en el Perú como la guerra con la Gran Colombia, fue un conflicto bélico entre la Gran Colombia (hoy los actuales países de Colombia, Ecuador, Panamá y Venezuela), representada por Simón Bolívar, y el Perú, representado por José de La Mar.
El origen del conflicto se encuentra en una disputa territorial que surgió al consolidarse las respectivas independencias de ambos países: la Gran Colombia reclamaba los territorios de Jaén de Bracamoros y Maynas según la Ley de División Territorial de la República de Colombia, los cuales el Perú consideraba como suyos siguiendo la Real Cédula de 1802 y la libre determinación de los pueblos; el Perú a su vez reclamaba el territorio de Guayaquil desde las guerras de independencia hispanoamericanas, por haber formado parte en otros tiempos del Virreinato del Perú.
La guerra se dividió en dos campañas: la naval y la terrestre. La naval resultó favorable al Perú, que bloqueó una pequeña parte del Pacífico de la Gran Colombia y ocupó Guayaquil, mientras que la terrestre resultó favorable a la Gran Colombia, en la cual el único relevante fue la batalla de Tarqui, aunque sin producirse la capitulación definitiva del Ejército Peruano.

## Contenido

### Justificación de Bolívar
El decreto comienza con ocho razones expuestas por Bolívar con los que justifica el decreto, entre esos «que la convención reunida en Ocaña el día 9 de abril de este año, declaró solemnemente y por unanimidad de sufragios la urgente necesidad de reformar la constitución», «que el pueblo en esta situación, usando de los derechos esenciales que siempre se reserva para libertarse de los estragos de la anarquía y proveer del modo posible a su conservación y futura prosperidad, me ha encargado de la suprema magistratura para que consolide la unidad del Estado, restablezca la paz interior y haga las reformas que se consideren necesarias» y «que no me es lícito abandonar la patria a los riesgos inminentes que corre; y que como magistrado, como ciudadano, y como soldado es mi obligación servirla» Bolívar declara que «después de una detenida y madura deliberación he resuelto encargarme, como desde hoy me encargo, del poder supremo de la República, que ejerceré con las denominaciones de "Libertador", "Presidente", que me han dado las leyes y los sufragios públicos».

### Creación del Consejo de Estado
Se decretó la creación de un Consejo de Estado, que «se compone del presidente del Consejo de Ministros, de los ministros secretarios de Estado, y al menos de un consejero por cada uno de los actuales departamentos de la República»:
1. Del Interior o Gobierno
2. De Justicia
3. De Guerra
4. De Marina
5. De Hacienda
6. De Relaciones Exteriores.

En caso de ausencia, enfermedad o muerte del presidente, se debía «convocar la representación nacional para dentro de un término que no exceda de ciento y cincuenta días».